# Emotions (bài hát của Mariah Carey)
"Emotions" là một bài hát của nghệ sĩ thu âm người Mỹ Mariah Carey, được sáng tác và sản xuất bởi Carey, David Cole và Robert Clivillés từ C+C Music Factory cho album phòng thu thứ hai cùng tên của Carey (1991). Nó được phát hành như là đĩa đơn đầu tiên trích từ album vào ngày 13 tháng 8 năm 1991 bởi Columbia Records. Đây là một bản nhạc mang âm hưởng disco, trong đó nhân vật chính của bài hát đã trải qua một loạt những cảm xúc khác nhau, từ cao đến thấp, và đỉnh điểm là câu hát "you got me feeling emotions". Về mặt âm nhạc, nó mang nhiều ảnh hưởng từ disco những năm disco, và tận dụng triệt để âm vực rộng của Carey cũng như kĩ thuật hát whistle.
Sau khi phát hành, "Emotions" gặt hái được những phản ứng tích cực từ các nhà phê bình âm nhạc, và nhận một đề cử giải Grammy cho Trình diễn giọng pop nữ xuất sắc nhất năm 1992. Về mặt thương mại, bài hát trở thành đĩa đơn quán quân thứ 5 liên tiếp của Carey trên bảng xếp hạng Billboard Hot 100, giúp cô trở thành nghệ sĩ đầu tiên và duy nhất tính đến nay có 5 đĩa đơn đầu tay đạt vị trí số một trên Hot 100.

## Tổng quan
Carey được đưa đến làm việc cùng C+C Music Factory và họ đã viết nên bài hát "You're So Cold" - sự lựa chọn đầu tiên cho đĩa đơn mở đường của album phòng thu tiếp theo của Carey. Tuy nhiên, trong giai đoạn làm việc tiếp theo, đội sản xuất đã có thêm nhiều cảm hứng mới mẻ hơn và họ đã sáng tác "Emotions" và sau này quyết định chọn nó làm đĩa đơn đầu tiên.

## Sáng tác
"Emotions" là một bản disco được viết ở âm C trưởng. Carey thường thích chuyển sang âm B♭ trưởng khi trình diễn trực tiếp (lấy ví dụ từ chương trình MTV Unplugged). Âm vực của Carey mở rộng đến gần như 4 quãng, từ C3 đến E7. Bài hát đã thử thách và kiểm chứng được điều này khi mà giọng hát của cô bị các nhà phê bình nghi ngờ. Bài hát là lần đầu tiên mà Carey phải đương đầu thể hiện những nốt cao, bắt đầu từ nốt falsetto theo sau là nốt belted.

## Video ca nhạc và những bản phối lại

Một cảnh từ video âm nhạc.

Video của "Emotions" được đạo diễn bởi Jeff Preiss, trong đó Carey và những người bạn đã trải qua nhiều cảm xúc khác nhau trong khi đang tiệc tùng và vui đùa xung quanh thị trấn. Video này trên thực tế được làm với gam màu sẫm nhưng vẫn duy trì được những trạng thái màu khác nhau, chuyển từ nâu sang đỏ sang lam và nhiều hơn nữa.
David Cole và Robert Clivillés đã tạo nên một bản phối lại chính thức cho "Emotions" mang tên "Emotions" (12" club mix). Mặc dù Carey không thu âm lại cho bản mix, cô đã thêm vào phần mở đầu mới mang phong cách nhạc phúc âm trước đoạn nhạc dance của bài hát. Cô sử dụng nó khi hát "Emotions" trong MTV Unplugged vào năm 1992, cũng như những buổi hòa nhạc sau này. Video đã dùng phần nhạc của 12" club mix, nhưng chỉ có chút thay đổi trong sắp xếp, phân biệt nó với video gốc.

## Tiếp nhận chuyên môn
"Emotions" nhận được một đề cử giải Grammy 1992 cho hạng mục "Trình diễn giọng pop nữ xuất sắc nhất", nhưng thất bại trước Bonnie Raitt với "Something to Talk About". Ca khúc nhận một giải BMI Pop Award, tiếp nối mạch chiến thắng liên tiếp tại giải này của Carey.

## Diễn biến thương mại
"Emotions" trở thành đĩa đơn quán quân thứ 5 liên tiếp của Carey trên bảng xếp hạng Billboard Hot 100, giúp cô trở thành nghệ sĩ đầu tiên và duy nhất tính đến nay có 5 đĩa đơn đầu tay trong sự nghiệp sự nghiệp đều đạt vị trí số một trên Hot 100. (trước đó cô chia sẻ kỉ lục này với The Jackson 5 với 4 đĩa đơn.) Nó vươn lên vị trí dẫn đầu trong tuần thứ 7 có mặt trên bảng xếp hạng và có 3 tuần giữ ngôi vị quán quân, từ 6 tháng 10 đến 26 tháng 10 năm 1991. Nó thay thế "Good Vibrations" (Marky Mark and the Funky Bunch hợp tác với Loleatta Holloway), và bị "Romantic" (Karyn White) thay thế. "Emotions" có mặt ở top 40 trong 10 tuần, và là một trong số 4 đĩa đơn của cô lọt vào bảng xếp hạng cuối năm của Hot 100 năm 1991, đạt vị trí thứ 22. Bài hát cũng đứng đầu trên Hot R&B/Hip-Hop Songs và trở thành đĩa đơn quán quân thứ hai của Carey trên bảng xếp hạng Hot Dance Club Play. Nó đã được RIAA chứng nhận Vàng.
Trên thị trường quốc tế, đây là đĩa đơn thành công nhất của Carey kể từ "Vision of Love" (1990). Bài hát lọt vào top 5 ở Canada, New Zealand, và trở thành đĩa đầu tiên của Carey vươn đến top 20 tại Vương quốc Anh. Tại Úc, đĩa đơn đạt đến vị trí thứ 11, nhưng không gặt hái được những thành công đáng kể nào tại châu Âu.

## Danh sách bài hát
| Đĩa CD toàn cầu 1. "Emotions" 2. "Vanishing" Đĩa CD maxi tại Mỹ 1. "Emotions" (12" club mix) 2. "Emotions" (12" không lời) 3. "Emotions" (bản album) 4. "There's Got to Be a Way" (12" mix) 5. "There's Got to Be a Way" (vocal dub mix) | Đĩa đơn maxi tại châu Âu #1 1. "Emotions" 2. "Vanishing" 3. "Vision of Love" Đĩa đơn maxi tại châu Âu #2 1. "Emotions" (C&C club mix) 2. "Emotions" (C&C 12" club no 1 mix) 3. "Emotions" (C&C dub-dub mix) |

## Danh sách những phiên bản chính thức
1. "Emotions" (bản album) - 4:11
2. "Emotions" (12" club mix) - 5:54
3. "Emotions" (12" không lời) - 5:07
4. "Emotions" (12" a cappella) - 2:29
5. "Emotions" (special motion chỉnh sửa) - 4:46
6. "Emotions" (special motion mix) - 5:17
7. "Emotions" (C+C radio mix) - 4:21
8. "Emotions" (C+C club mix) - 7:15
9. "Emotions" (C+C club no.1 mix) - 7:45
10. "Emotions" (C+C club mix chỉnh sửa) - 5:51
11. "Emotions" (C+C hardcore factory mix) - 8:16
12. "Emotions" (club mix) - 8:32

## Xếp hạng và chứng nhận
| Bảng xếp hạng (1991)                     | Vị trí cao nhất |
| ---------------------------------------- | --------------- |
| Úc (ARIA)                                | 11              |
| Bỉ (Ultratop 50 Flanders)                | 49              |
| Canada (The Record)                      | 3               |
| Canada Top Singles (RPM)                 | 1               |
| Canada Adult Contemporary (RPM)          | 2               |
| Canada Dance (RPM)                       | 3               |
| Europe (European Hot 100 Singles)        | 32              |
| Germany (Official German Charts)         | 39              |
| Ireland (IRMA)                           | 27              |
| Japan (Oricon Singles Chart)             | 90              |
| Hà Lan (Dutch Top 40)                    | 9               |
| Hà Lan (Single Top 100)                  | 13              |
| New Zealand (Recorded Music NZ)          | 3               |
| Thụy Điển (Sverigetopplistan)            | 30              |
| Anh Quốc (OCC)                           | 17              |
| Hoa Kỳ Billboard Hot 100                 | 1               |
| Hoa Kỳ Adult Contemporary (Billboard)    | 3               |
| Hoa Kỳ Dance Club Songs (Billboard)      | 1               |
| Hoa Kỳ Hot R&B/Hip-Hop Songs (Billboard) | 1               |

| Bảng xếp hạng (1991)                 | Vị trí |
| ------------------------------------ | ------ |
| Australia (ARIA)                     | 91     |
| Canada Top Singles (RPM)             | 19     |
| Canada Adult Contemporary (RPM)      | 27     |
| Canada Dance (RPM)                   | 35     |
| Netherlands (Dutch Top 40)           | 102    |
| US Billboard Hot 100                 | 22     |
| US Adult Contemporary (Billboard)    | 45     |
| US Hot R&B/Hip-Hop Songs (Billboard) | 32     |

| Quốc gia                                                                           | Chứng nhận | Số đơn vị/doanh số chứng nhận |
| ---------------------------------------------------------------------------------- | ---------- | ----------------------------- |
| New Zealand (RMNZ)                                                                 | Vàng       | 5.000*                        |
| Hoa Kỳ (RIAA)                                                                      | Vàng       | 500.000^                      |
| * Chứng nhận dựa theo doanh số tiêu thụ. ^ Chứng nhận dựa theo doanh số nhập hàng. |            |                               |